# Philocoroebus
Philocoroebus es un género de escarabajos de la familia Buprestidae.

## Especies
- Philocoroebus adamantinus Bellamy, 1991
- Philocoroebus alius Bellamy, 1991
- Philocoroebus azureipennis (Obenberger, 1934)
- Philocoroebus banahaoensis (Obenberger, 1928)
- Philocoroebus cynaeoviridis (Fisher, 1922)
- Philocoroebus elongatus Bellamy, 1991
- Philocoroebus maquilingensis Bellamy, 1991
- Philocoroebus meliboeiformis (Saunders, 1874)
- Philocoroebus pseudocisseis Bellamy, 1991
- Philocoroebus purpureus Bellamy, 1991
- Philocoroebus samarensis Bellamy, 1991